# 特莱姆森
特莱姆森（阿拉伯语：تلمسان）位于阿尔及利亚西北部，是特莱姆森省的首府，人口约130,000人。特莱姆森以橄榄树种植园和葡萄园而闻名。

## 友好城市
- 法國 楠泰尔
- 波斯尼亚和黑塞哥维那 萨拉热窝